# Король Трохим Андрійович
Трохи́м Андрі́йович Коро́ль (*1880 — серпень 1937) — економіст, фінансист, промисловець та підприємець, діяч українського кооперативного руху.
Засновник Літківського Кредитового Товариства, керівник Літківської республіки. Загинув у ході переслідувань вільнодумців і інакомислячих з боку українського і радянського керівництва кінця 1930х рр.

## Біографія

### Ранні роки
Народився 1880 року у містечку Літки (на кутку Пайки) у звичайній сільській родині, вихідців зі старовинного роду трудових козаків-християн Київської Русі-України, вільних людей по волі Божій, а не царській чи панській, приписних християн містечка Літок Остерського повіту Чернігівської губернії Російської імперії.
Закінчив церковно-приходську школу при літківській Покровській церкві, де звернув на себе особливу увагу священика о. Якова Калениковича Олександровського (відомого своєю підтримкою обдарованої молоді). Парох переконав юнака продовжити освіту. До 1907 року Трохим Король працював і навчався у Києві. Закінчив комерційне і (можливо) сільськогосподарське училища.
13 лютого 1905 року одружився з Анастасією Степанівною Різник (Різниковою), приписною християнкою села Літок, про що є запис у метричній книзі церкви святого Миколая цього села.

### Літківське Кредитове Товариство
У 1907 році при підтримці о. Якова заснував Літківське кредитове товариство, членами якого протягом року стали понад 1000 мешканців містечка. Ініціатива сприймалося літківцями, як відродження історичного Літківського братства у нових умовах. Діяльність товариства спричинилася до локального «літківського економічного дива».

### «Дніпросоюз»
З ростом авторитету Літківського Кредитового Товариства зріс і авторитет його засновника — як економіста-реформатора. З'явилися зв'язки серед можновладців Києва та Петербурга. У 1914 році Трохима Короля запросили до складу засновників спілки «Дніпросоюз», створюваної для розвитку підприємництва на Подніпров'ї. Але Перша світова війна перешкодила втіленню цих планів у життя.

### Літківська республіка
Під час боротьби за правду, свободу і соборне народовладдя під різними прапорами на землях колишньої Російської імперії і становлення молодої Української Республіки в багатьох містах і селах формувалися нові органи народовладдя і самоврядування, деякі з яких брали собі промовисту назву республік, що в перекладі з латини означає просто «спільна справа» (res publica). Села і містечка Броварського району Київської області, а в ті часи Остерського повіту Чернігівської губернії, зокрема містечко Літки не стояли осторонь цього процесу. Трохим Андрійович Король як і багато молодих людей його покоління брав активну участь у цих процесах, процесах розбудови соборного народовладдя в регіоні під різними прапорами, які призвели до утвердження і розбудови молодої Української Республіки.

### Арешти. Смерть
Після поразки Літківської республіки Трохима Короля було арештовано, а 5 вересня 1923 року
|  | Винесено судовий вирок у справі петлюрівського повстанського комітету, організованого в Літках у 1920 році. Ватажка комітету кооператора Короля засуджено до вищої міри покарання з заміною по амністії до 10 років позбавлення волі з суворою ізоляцією, 14 членів — до ув'язнення строком від 3-5 років, а 9 — виправдано. |

1932 року КорольТрохим Андрійович був арештований вдруге і утримувався під охороною в камері при Велико — Димерській районній міліції а потім у Києві. За Постановою колегії ГПУ УРСР від 8липня 1932 р. Король Трохим Андрієвич увязнений до концлагерю на три роки, враховуючи термін з 13 лютого 1932 р. Висланий в Івано -Вознесенську область. Реабілітований 10 жовтня 1989 р.
В кінці серпня 1937 року Трохим Король передав на волю родичам, щоб ті негайно провідали його у Лук'янівській в'язниці м. Києва. Та коли ті з'явилися біла в'язниці, черговий енкаведист, посміхаючись, сказав, що вночі Трохима відвезли на «Медвежью Гору». Очевидно, так київські кати називали Биківню.

## Сім'я та нащадки
Мав семеро дітей: Василя, Федора, Івана, Олексія, Таїсію, Тетяну та Марію. Нащадки Трохима Андрійовича мешкають у Літках та Києві досі.